# سیارک ۷۸۶۹
سیارک ۷۸۶۹ (به انگلیسی: 7869 Pradun، نامگذاری:1987RV3) هفت هزار و هشتصد و شصت و نهمین سیارک کشف شده‌است که در ۲ سپتامبر ۱۹۸۷ کشف شد.
قدر مطلق سیارک برابر ۱۷.۰ است.